# Rallye de Sardaigne
Navigation
Édition 2024 Édition 2025
Le rallye Italie Sardaigne (jusque 2011 rallye d'Italie Sardaigne) est une épreuve de rallye automobile totalement disputée sur terre créée en 2004.

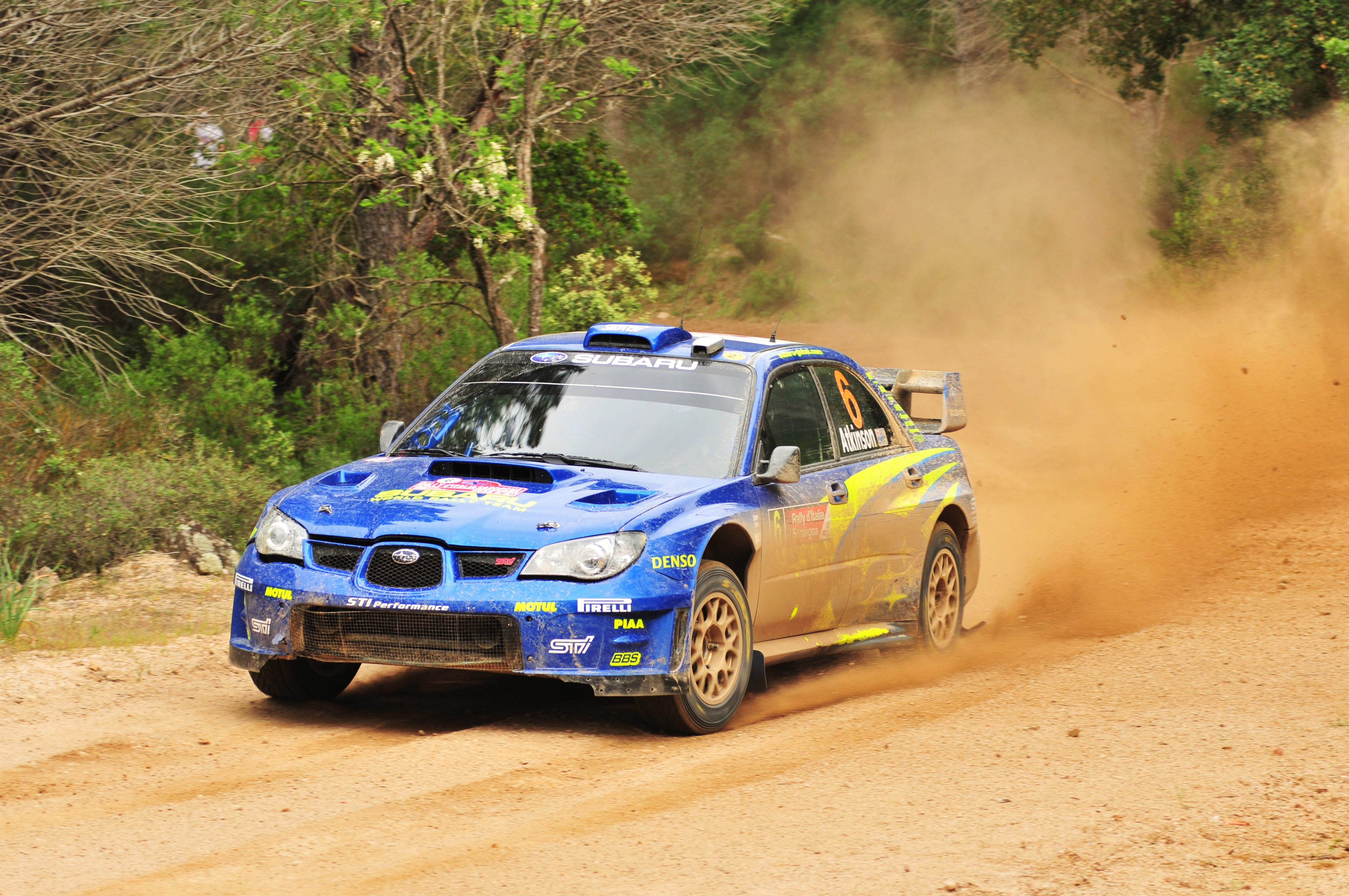
Chris Atkinson sur Subaru Impreza WRC en 2008.

## Histoire
En 2004, il se substitue dès sa création au rallye Sanremo, qui bascule alors en championnat d'Europe. Durant cinq ans elle coexiste avec le tour de Corse au calendrier mondial.
Prenant le départ d'Olbia (initialement de Porto Cervo), le rallye se déroule dans la partie nord de l'île près de la côte d'émeraude, notamment sur les routes étroites et tortueuses de Porto Cervo, et de Alà dei Sardi, de Buddusò, ou encore de Pattada, en sous-région de Monte Acuto (Montacuto). Il se distribue entre les provinces de Sassari (Logudoro et région historique de la Gallura) et  de Nuoro, se terminant parfois à Sassari même. Rochers et arbres souvent au plus près des véhicules imposent à ceux-ci de progresser sur d'étroits chemins d'une terre souvent ocre jaune et sablonneuse, finement poussiéreuse.
La spéciale de Monte Lerno sur la commune de Pattada au centre nord de l'île est disputée à chaque édition, sauf en 2010: couloirs étroits, longs sauts et courbes complexes se succèdent alors, dans un paysage de chênes verts, de genévriers, d'arbousiers et autres chênes liège, le mont culminant à près de 1100 mètres d'altitude. En 2008, lors de la dernière spéciale Liscia Ruja, les concurrents évoluent près du luxueux hôtel Cala di Volpe, notamment mis en valeur dans le film L'Espion qui m'aimait de James Bond.
En 2010, pour la première fois depuis la création du championnat mondial, aucune épreuve italienne n'y est incorporée (le Sanremo et le rallye sarde figurent alors tous deux parmi les douze manches de l'Intercontinental Rally Challenge).

## Palmarès

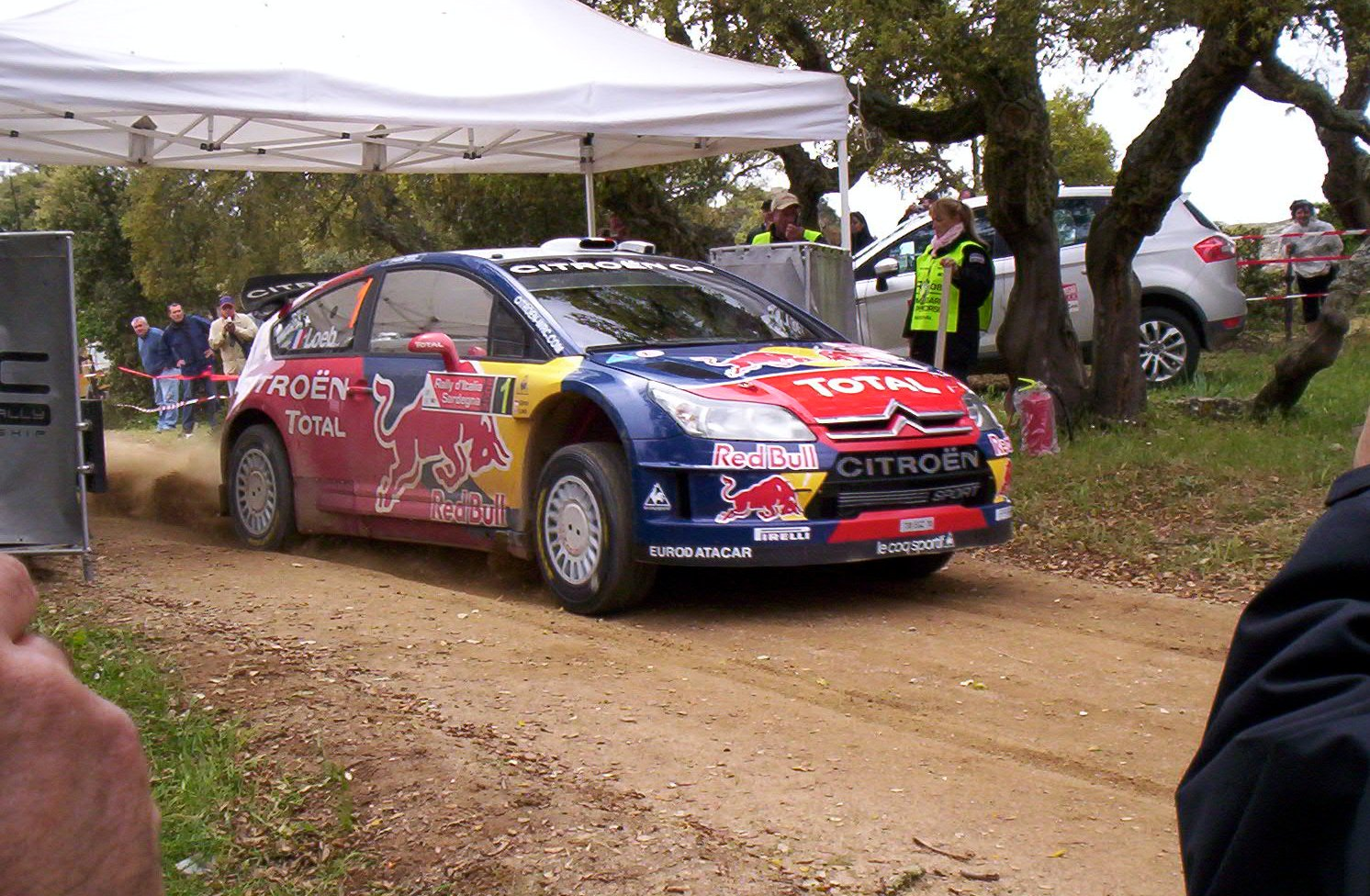
Sébastien Loeb (quadruple vainqueur) au départ d'une spéciale sarde en mai 2008.

| Année | Pilote             | Copilote          | Voiture                 |
| ----- | ------------------ | ----------------- | ----------------------- |
| 2004  | Petter Solberg     | Phil Mills        | Subaru Impreza WRC 2004 |
| 2005  | Sébastien Loeb     | Daniel Elena      | Citroën Xsara WRC       |
| 2006  | Sébastien Loeb     | Daniel Elena      | Citroën Xsara WRC       |
| 2007  | Marcus Grönholm    | Timo Rautiainen   | Ford Focus RS WRC 06    |
| 2008  | Sébastien Loeb     | Daniel Elena      | Citroën C4 WRC          |
| 2009  | Jari-Matti Latvala | Miikka Anttila    | Ford Focus RS WRC 08    |
| 2010  | Juho Hänninen      | Mikko Markkula    | Škoda Fabia S2000       |
| 2011  | Sébastien Loeb     | Daniel Elena      | Citroën DS3 WRC         |
| 2012  | Mikko Hirvonen     | Jarmo Lehtinen    | Citroën DS3 WRC         |
| 2013  | Sébastien Ogier    | Julien Ingrassia  | Volkswagen Polo R WRC   |
| 2014  | Sébastien Ogier    | Julien Ingrassia  | Volkswagen Polo R WRC   |
| 2015  | Sébastien Ogier    | Julien Ingrassia  | Volkswagen Polo R WRC   |
| 2016  | Thierry Neuville   | Nicolas Gilsoul   | Hyundai i20 WRC         |
| 2017  | Ott Tänak          | Martin Järveoja   | Ford Fiesta WRC (en)    |
| 2018  | Thierry Neuville   | Nicolas Gilsoul   | Hyundai i20 WRC         |
| 2019  | Dani Sordo         | Carlos Del Barrio | Hyundai i20 WRC         |
| 2020  | Dani Sordo         | Carlos Del Barrio | Hyundai i20 WRC         |
| 2021  | Sébastien Ogier    | Julien Ingrassia  | Toyota Yaris WRC (en)   |
| 2022  | Ott Tänak          | Martin Järveoja   | Hyundai i20 N Rally1    |
| 2023  | Thierry Neuville   | Martijn Wydaeghe  | Hyundai i20 N Rally1    |
| 2024  | Ott Tänak          | Martin Järveoja   | Hyundai i20 N Rally1    |
| 2025, | Sébastien Ogier    | Vincent Landais   | Toyota GR Yaris Rally1  |

## Victoires

### Pilote
| Nombre | Pilote             | Année(s)                     |
| ------ | ------------------ | ---------------------------- |
| 5      | Sébastien Ogier    | 2013, 2014, 2015, 2021, 2025 |
| 4      | Sébastien Loeb     | 2005, 2006, 2008, 2011       |
| 3      | Thierry Neuville   | 2016, 2018, 2023             |
| 3      | Ott Tänak          | 2017, 2022, 2024             |
| 2      | Dani Sordo         | 2019, 2020                   |
| 1      | Petter Solberg     | 2004                         |
| 1      | Marcus Grönholm    | 2007                         |
| 1      | Jari-Matti Latvala | 2009                         |
| 1      | Juho Hänninen      | 2010                         |
| 1      | Mikko Hirvonen     | 2012                         |

### Constructeur
| Nombre | Constructeur | Année(s)                                 |
| ------ | ------------ | ---------------------------------------- |
| 7      | Hyundai      | 2016, 2018, 2019, 2020, 2022, 2023, 2024 |
| 5      | Citroën      | 2005, 2006, 2008, 2011, 2012             |
| 3      | Ford         | 2007, 2009, 2017                         |
| 3      | Volkswagen   | 2013, 2014, 2015                         |
| 2      | Toyota       | 2021, 2025                               |
| 1      | Subaru       | 2004                                     |
| 1      | Škoda        | 2010                                     |